# Maurice Hauriou
Maurice Hauriou (Ladiville, 17 de agosto de 1856 – Toulouse, 12 de março de 1929) foi um jurista e sociólogo francês durante os séculos XIX e XX, pai de André Hauriou.
Ele é considerado um dos nomes principais do direito administrativo Francês, e deu aula de direito público na Universidade de Toulouse desde 1888, e de direito constitucional desde 1920.  Considerava as instituições do estado como um instrumento cujo objetivo fundamental era a defesa da liberdade e da vida civil.
Hauriou defendeu a ordem individualista de empresas e da propriedade privada, e contribuiu ao desenvolvimento de procedimentos legais que protegeriam os cidadãos de atos administrativos indevidos, opondo assim à teoria da soberania nacional - um sistema fundamentado sobre os direitos do indivíduo.
Entre suas principais obras estão: Principes du droit public (1910; Princípios do direito público), Précis du droit constitutionnel (1923; Compêndio de direito constitucional) e Précis du droit administratif (Compêndio de direito administrativo). Foi um dos primeiros teoristas da sociologia jurídica. Morreu aos 72 anos em Toulouse, na França, logo após uma congestão pulmonar. 

## Livros
- Hauriou, Maurice (1884). L'Histoire externe du droit. Paris: F. Pichon.
- Hauriou, Maurice (1899). La gestion administrative : Étude théorique de droit. Paris: L. Larose.
- Hauriou, Maurice (1900-1901). Précis de droit administratif et de droit public général (Quatrième édition). Paris: L. Larose.
- Hauriou, Maurice (1916). Principes de droit public (Deuxième édition). Paris: Librairie du Recueil Sirey.
- Hauriou, Maurice (1930). Précis élémentaire de droit constitutionnel (Deuxième édition). Paris: Librairie du Recueil Sirey.
- Hauriou, Maurice (1976). Obra Escogida. Madrid: Instituto de Estudios Administrativos.
- Hauriou, Maurice (2003). Principios de derecho publico y constitucional. ISBN 84-8444-750-2.
- Hauriou, Maurice (2007). Derecho administrativo y derecho público. San José: Editorial Jurídica Universitaria.
- Hauriou, Maurice (2008). Écrits sociologiques. Paris: Dalloz. ISBN 978-2-247-08088-5.
- Hauriou, Maurice (2010). Principes de droit public. Paris: Dalloz. ISBN 978-2-247-09009-9.